# アーカンソー州議会
アーカンソー州議会（アーカンソーしゅうぎかい、Arkansas General Assembly）は、アメリカ合衆国アーカンソー州の立法府である。両院制で、定員は上院35名、下院100名。州議会議員はすべて同数の選挙区を代表している。
連邦議会は隔年の第2月曜日に召集される。会期は議会が延長を議決しない限り60日間である。通常議会の会期は最長60日であるが、議決によって延長することができる。また、通常議会開催時期以外であれば、州知事はいつでも特別議会を招集することができる。州都リトルロックに州会議事堂がある。

## 歴史
アーカンソー州議会は、同州の5番目の憲法であるアーカンソー州憲法によって認可されている。最初の憲法は1836年1月30日に批准され、現在の憲法は1874年に採択された。1874年以来、州の歴史を通じて憲法も改正されてきた。
当初、議員は2年ごとに会合を開いていたが、現在は毎年議会を開会している。1922年、フランシス・ハントはアーカンソー州下院議員に選出され、州議会議員に選ばれた最初の女性となった。

## 権限
アーカンソー州議会は、アーカンソー州法の制定と改正に責任を負う。立法過程は米国の他の州議会と同様である。法案は委員会審査を経て、各院の議場で3回の読会が行われる。知事は拒否権を持つが、両院の単純多数決で拒否権を覆すことができる。
また、立法調査局を監督し、議会の組織委員会として機能するアーカンソー州議会評議会の委員として、下院議員20名と上院議員16名が選出される。

## 任期・再選制限
1992年の州民投票で有権者に承認されたアーカンソー州憲法修正第73条は、下院議員と上院議員の任期制限を定めた。下院議員は2年の任期で3回まで(6年)に制限され、上院議員は4年の任期で2回まで(8年)に制限された。
修正第73条は、米国の上院議員と下院議員の任期制限も定めたが、修正条項のこの部分は、合衆国最高裁判所の U.S.Term Limits, Inc. V. Thornton判決で違憲とされた。修正条項の第4条には分離 (法)条項が含まれていたため、修正条項の残りの部分は有効のままであった。
再選制限に関しては、2014年に修正第94条によって大幅に置き換えられ、議会での終身在任期間の年数が 16 年に延長された。
さらに2020年に州民投票により州憲法が再度改正され、議会での終身在任期間16年の制限が撤廃され、任期制限が連続12年となり、4年間の立候補休止後に復帰する選択肢が与えられた。

## 上院
アーカンソー州議会元老院はアーカンソー州議会の上院である。上院議員は35人で、各議員は人口約83,000人の選挙区を代表する。州議会での職務はパートタイムで、多くの上院議員はそれ以外の期間はフルタイムの仕事をしている。今期の上院議員は共和党29名、民主党6名である。

## 下院
アーカンソー州議会代議院は、アーカンソー州議会の下院である。議員は、同数の選挙区から選出する 100 名で構成される。2020年の連邦国勢調査によると、各地区の平均人口は 30,137 人である。下院議員の任期は2年で、任期制限がある。